# Rhododendron pseudonitens
Rhododendron pseudonitens är en ljungväxtart som beskrevs av Herman Otto Sleumer. Rhododendron pseudonitens ingår i släktet rododendron, och familjen ljungväxter. Inga underarter finns listade i Catalogue of Life.